# میکرو سی‌تی
برش‌نگاری ریز پرتو ایکس یا میکرو سی‌تی (انگلیسی: X-ray microtomography)، نوعی برش‌نگاری است که از پرتو ایکس برای ایجاد یک برش از یک جسم با قابلیت پردازش سه‌بعدی آن بدون تخریب نمونه بهره می‌جوید.
پیشوند میکرو (µ) برای نشان‌دادن اندازهٔ پیکسل سطح مقطع، در مقیاس میکرومتر بیان می‌گردد.

## کاربرد
میکرو سی تی، هم در تصویربرداری پزشکی و هم در برش‌نگاری صنعتی کاربرد دارد. در نمونه‌های زیستی کوچک، امکان اسکن سه‌بعدی in vivo و in vitro را می‌دهد. این نوع برش‌نگاری برای تومور، قلب و عروق، ریه و پوست در انسان به کار گرفته می‌شود.